# Ein Qiniya
Ein Qiniya (àrab: عين قينيا, ʿAyn Qīniyā) és una vila palestina en la governació de Ramal·lah i al-Bireh al centre de Cisjordània, situada 7 kilòmetres al nord-oest de Ramal·lah. Segons l'Oficina Central d'Estadístiques de Palestina (PCBS), tenia 1.039 habitants en 2016. Ein Qiniya existeix de l'època del domini romà a Palestina. El poble és molt petit sense estructures o institucions públiques i està regit per un comitè de desenvolupament local. Ein Qiniya destaca per ser un lloc d'esbarjo de primavera i tardor. Hi ha una caminada anual del 4 de març de Ramallah a Ein Qiniyya en la celebració de la primavera.

## Història
El 1934 s'hi va descobrir una tomba de l'edat de bronze. També s'hi ha trobat terrissa dels períodes hel·lenístic i omeia/abbàsida.
Ein Qiniya ha estat identificada tradicionalment com l' Ainqune de les Croades, un dels feus donats pel rei Jofré de Bouillon a la Basílica del Sant Sepulcre. Tanmateix, Finkelstein creu que aquesta identificació hauria de ser reconsiderada. també s'hi ha trobat terrissa mameluc.

### Època otomana
En 1517 la vila va ser incorporada a l'Imperi Otomà amb la resta de Palestina i en 1596 apareix als registres fiscals com Ayn Qinya, situada a la nàhiya de Jabal Quds del liwà d'al-Quds. La població era de 32 llars, totes musulmanes. Pagaven una taxa impositiva del 33,3% sobre productes agrícoles, com blat, ordi, cultius d'estiu, oliveres, vinyes i fruiters, ingressos ocasionals, cabres i ruscs; un total de 4.760 Akçe.
En 1838 fou registrada com 'Ain Kinia una vila musulmana situada a la regió de Beni Harith al nord de Jerusalem.
Una llista oficial de viles otomanes de 1870 mostra que Ain Kina tenia 54 cases i una població de 205, tot i que el recompte de població només incloïa homes.
En 1882 el Survey of Western Palestine del Fons per a l'Exploració de Palestina va descriure Ain Kanieh com «un poble de mida moderada en una cresta.»
En 1896 s'estimava que la població d'Ain Kinja era d'unes 135 persones.

### Època del Mandat Britànic
En 1917 la majoria dels habitants de la vila foren evacuats per tropes del Mandat Britànic per sospitarque els residents van matar a un oficial britànic i foren recol·locats a Beitunia i Yalo. En el cens de Palestina de 1922, organitzat per les autoritats del Mandat Britànic, la població d' 'Ain Qinia era de 56 musulmans, incrementats en el cens de 1931 a 83 musulmans en un total de 26 cases.
En 1945 la població era de 100 musulmans, mentre que l'àrea total de terra era de 2.494 dúnams, segons una enquesta oficial de terra i població. D'aquests, 1.276 eren plantacions i regadiu, 569 per a cereals, mentre 19 dúnams eren classificats com a sòl edificat.

### Després de 1948
En la vespra de guerra araboisraeliana de 1948, i després dels acords d'armistici araboisraelians de 1949, Ein Qiniya fou ocupada pel regne haixemita de Jordània. Després de la Guerra dels Sis Dies de 1967 va romandre sota l'ocupació israeliana.
Els residents de 1982 van ser 101, després d'una migració massiva d'altres palestins a Ein Qiniya, la població va pujar a 464 el 1984. Segons l'Oficina Central d'Estadístiques de Palestina, el 2006 tenia 807 habitants. En el cens de la PCBS se 2007 hi havia 817 persones vivint a la vila.